# Histoire d'Hawaï

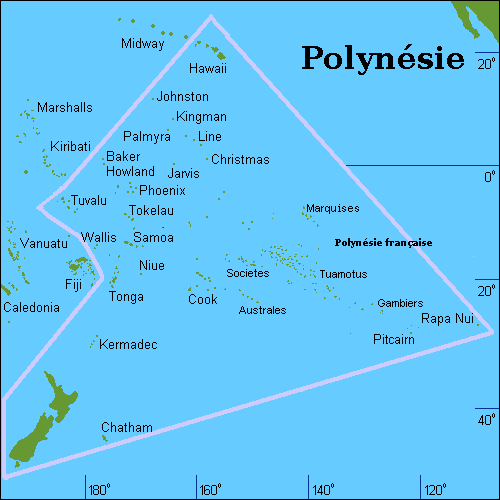
Triangle polynésien

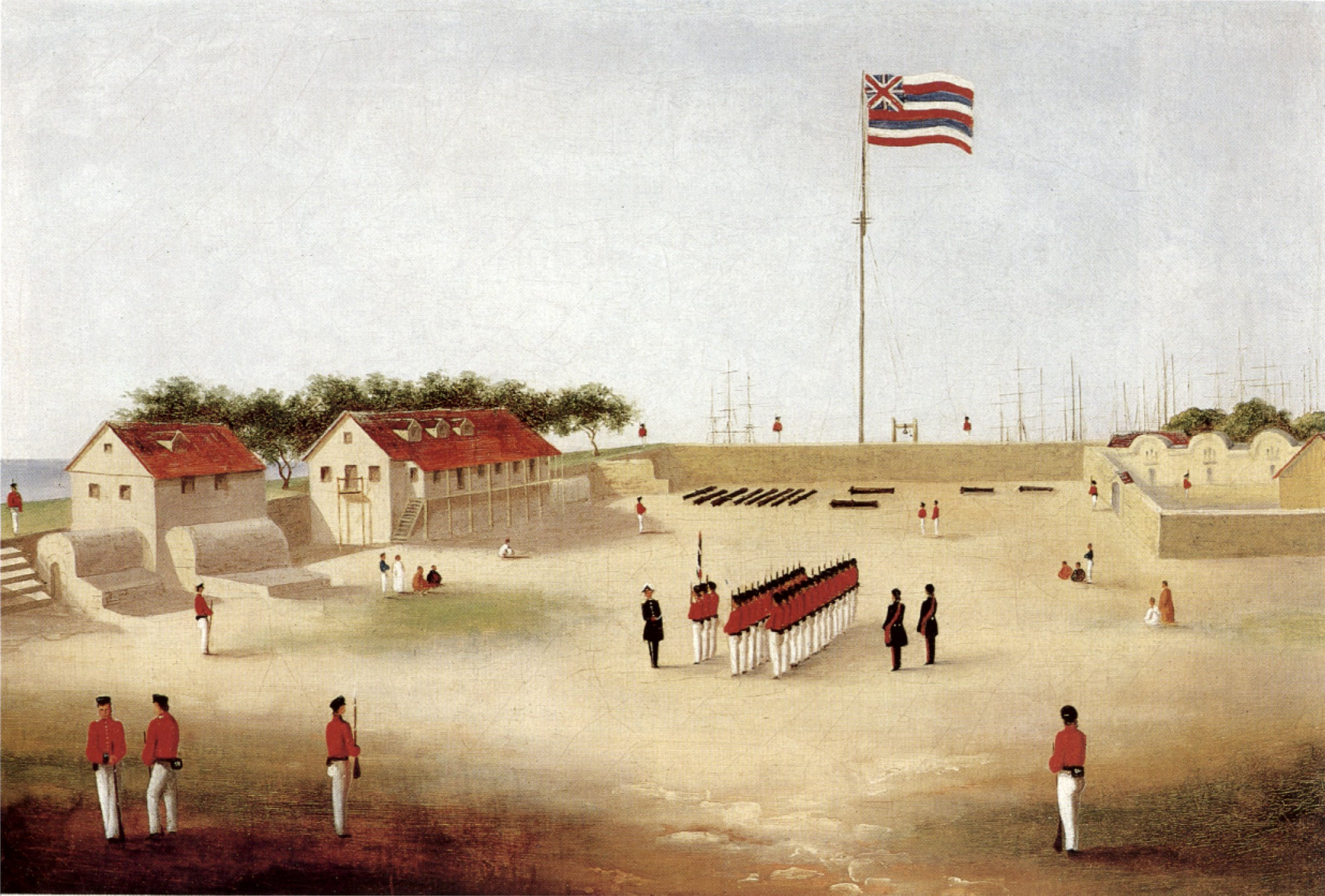
Vue du fort d'Honolulu, peinture de Paul Emmert vers 1853

L’histoire d’Hawaï comprend les phases de la colonisation polynésienne, l'arrivée britannique, l'unification, l'immigration euro-américaine et asiatique, le renversement de la monarchie hawaïenne, la république d'Hawaï et l'admission du territoire d'Hawaï dans les États-Unis en tant qu'État d'Hawaï, 50e État des États-Unis. Il y a entre autres 137 îles dans l'archipel d'Hawaii.

## Préhistoire
Le peuplement d'Hawaï relève du peuplement de l'Océanie, en pirogue ou canoé de type waka / vaka / va'a : navigation polynésienne (en), pirogue à balancier, culture Lapita.
Diverses vagues de peuplement ont pu exister, repoussant éventuellement dans des vallées les populations déjà installées (dès les années 300), de l'ordre d'une centaine de personnes à chaque fois, avec faune et flore à implanter, dont la patate douce.
Les origines sont globalement la Polynésie, l'Archipel de la Société, les Îles Marquises, comme en témoigne l'hawaïen, langue marquisienne (branche des langues austronésiennes).
Mythes et légendes, de tradition orale, tout comme les chants généalogiques, parlent de nains Menehunes, du pêcheur découvreur Hawaiʻiloa (en), de Paʻao (en) : folklore hawaïen (en), religion hawaïenne (en), liste de personnages de la religion hawaïenne (en).
Selon les datations les plus récentes, l'installation daterait de 1219-1266.

## 1200-1800, Avant le 1er contact Européen
Les Hawaïens se revendiquant autochtones sont 401 162 au recensement de 2000, dont les deux tiers résident à Hawaï et le troisième tiers pour moitié en Californie et pour moitié dans les autres États américains.
Les os d'une femme décédée entre 1422 et 1664 d'après le carbone 14, montrent une syphilis congénitale. Elle n'est sans doute pas d'origine américaine ou colombienne, mais plutôt conséquence d'un passage ou naufrage de bateau occidental passé par le Japon (sujet à la syphilis introduite dès 1512, et affectant 39,4 % des hommes japonais en 1600).
La société hawaïenne semble avoir consisté en castes, avec royautés et chefferies se partageant telle (partie d') île : Ahupuaʻa, façon Tapere.
Les grands chefs, pua ali'i, sont considérés comme des dieux vivants.
Les rivalités semblent fréquentes et violentes, particulièrement pour les successions.

## Démographie comparée avec d'autres archipels du Pacifique
La population des Hawaïens en 1800 (ou à l'arrivée de Cook), longtemps surestimée (jusqu'à 800 000 autochtones) est revue à la baisse. Après une forte expansion (1200-1450), la période 1450-1778 semble avoir connu une population d'environ 150 000 individus, et au maximum 300 000 en 1778. Sans aucune résistance aux maladies introduites dans les îles comme la grippe, la variole, la rougeole ou la coqueluche, entre autres, une partie de la population a été anéantie. Dès 1819, la population estimée est de 145 000, puis en 1835 de 108 000, en 1872 de 57 000 environ, enfin d'environ 24 000 en 1920. Cette dépopulation (population décimée entre 92 et 97%) est similaire dans la plupart des archipels du Pacifique à cette époque,,.
Christophe Sand, Docteur en préhistoire (Paris 1, 1994), Chercheur associé au CNRS dans le cadre du Laboratoire Archéologies et sciences de l'Antiquité, affecté à l'IRD de Nouméa (institut de recherche et développement de Nouméa, Conservateur en chef du patrimoine et responsable depuis 1991 du Département Archéologie de Nouvelle-Calédonie, a étudié pendant 40 ans le passé des peuples du Pacifique à travers des recherches de terrain en Mélanésie, en Polynésie et en Micronésie. Christophe Sand publie en 2023 "Hécatombe océanienne", synthèse de près de 30 années de recherches sur le le peuplement des Iles de l'océan Pacifique . Il a compilé les pertes de population sur l'ensemble des îles du pacifique (en les comparant aux pertes de population en Amérique du Sud à la suite des exploration post-colombiennes). La chute des populations des Amériques dépasse les 90 % sur l'ensemble du continent américain. Pour les cas où il existe des données significatives, La chute des populations insulaires du Pacifique après les contacts européens est du même ordre de grandeur, elle est en moyenne de 87,5% (98% aux Îles Marquises, en Polynésie française, ou encore 95% sur l’île de Bougainville, au nord des Iles Salomon).
La rencontre des explorateurs avec les Marquisiens a par exemple pour effet de les exposer à des maladies contre lesquelles ils n'avaient aucune immunité. Cela entraîne une forte chute de la population. On estime qu’au XVIe siècle la population s’élève à 100 000 habitants, mais au début du XXe siècle elle n’est plus que de 2 000 Marquisiens.

## Mutation post contact avec Cook: Kamehamena le Grand

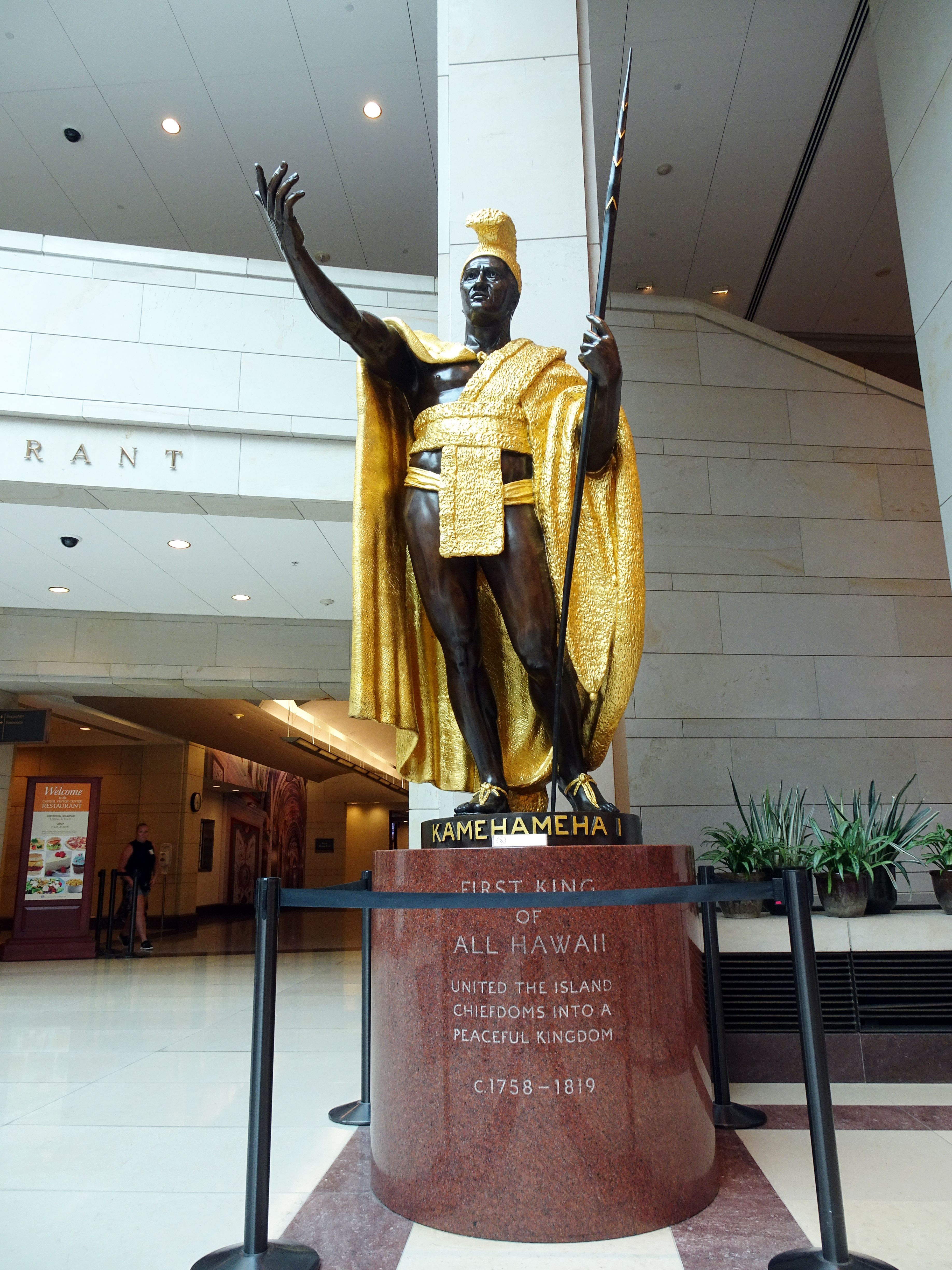
Kamehameha I

La dépopulation brutale et rapide due au choc épidémiologique bouleverse l'organisation sociale de l'archipel. Le chaos qui suit débouche sur l'unification d'Hawaï (1782-1810) du fait de Kamehamena le Grand (1758c-1819), commence comme protecteur du dieu de la guerre Kū (Kū-ka-ili-moku) et dirigeant de la vallée de Waipiʻo. En 1782, après la mort de Kalaniopu'u (1729-1782), il renverse Kīwalaʻō (1760-1782) et prend la direction de toute l'île d'Hawaï, avec le soutien de son épouse Kaʻahumanu et des autres chefs locaux. L'appui des commerçants britanniques et américains, fournisseurs d'armement, lui permet de soumettre le reste de l'archipel.
- Population ancienne d'Hawaï (en)
- Ancien Hawaï
- Découverte et installation sur Hawaï (en) (1219-1266)
- Liste de conflits à Hawaï (en)
- Sites archéologiques d'Hawaï (en)
- Dirigeants des îles d'Hawaï (en)
- Art hawaïen

## 1810-1893: Royaume d'Hawaï

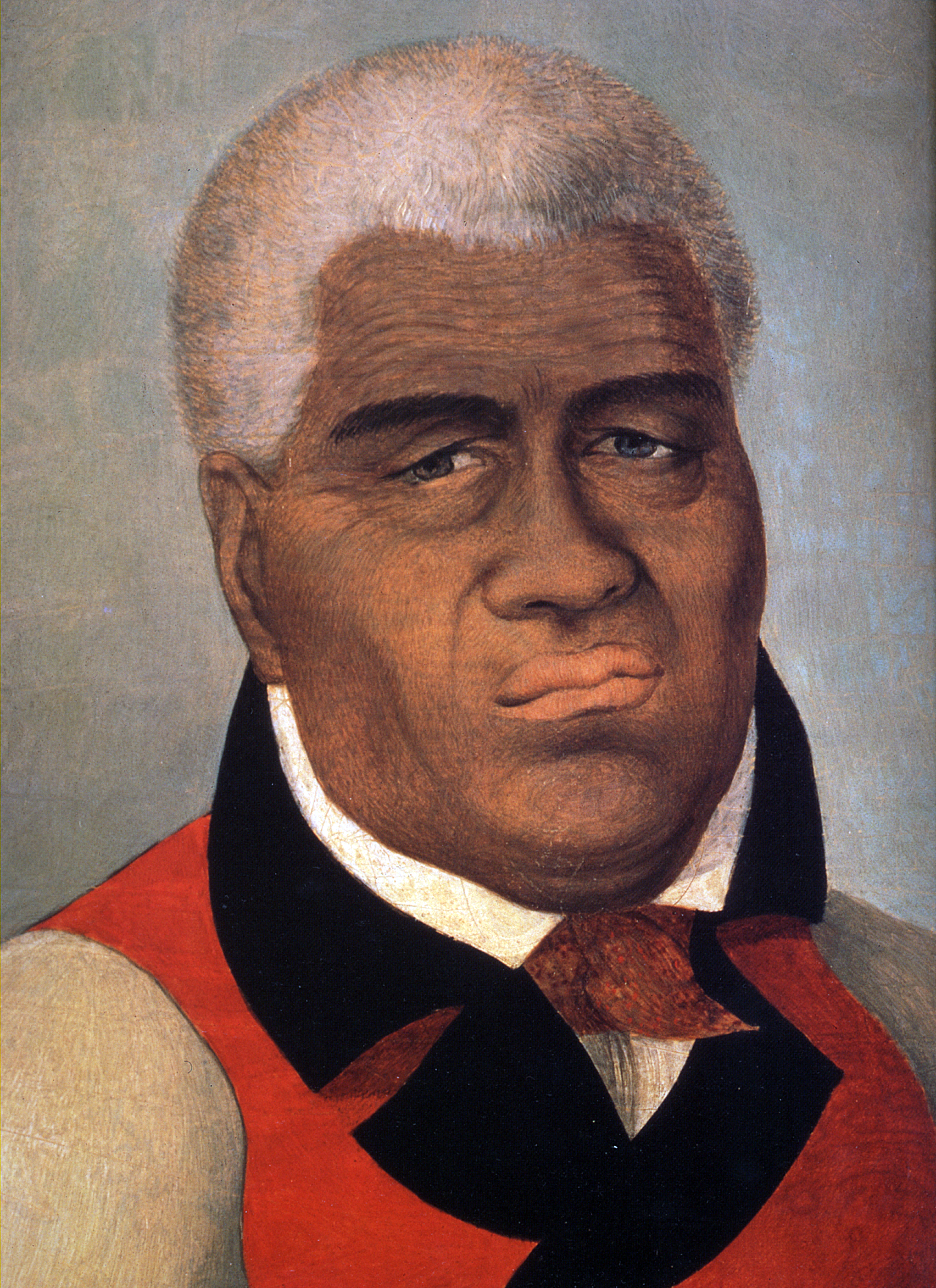
Kamehameha I
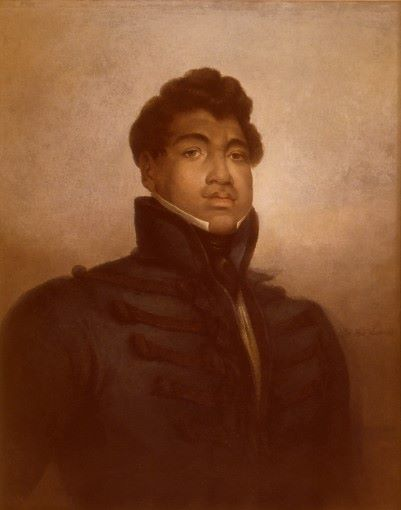
Kamehameha II
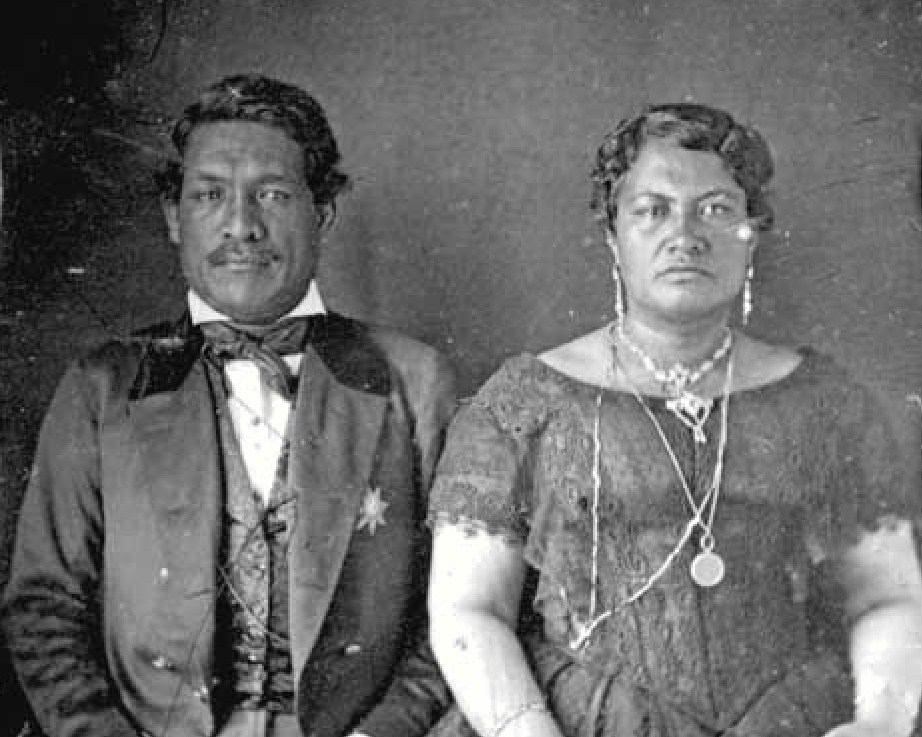
Kamehameha III & Kalama
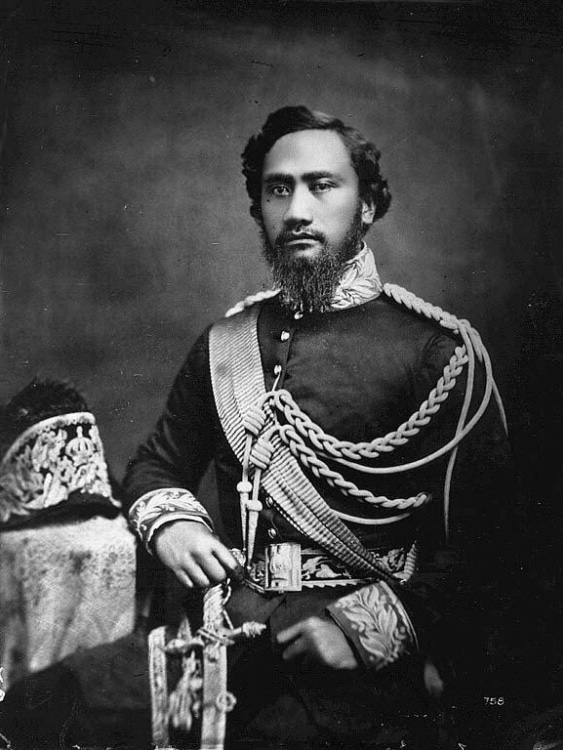
Kamehameha IV
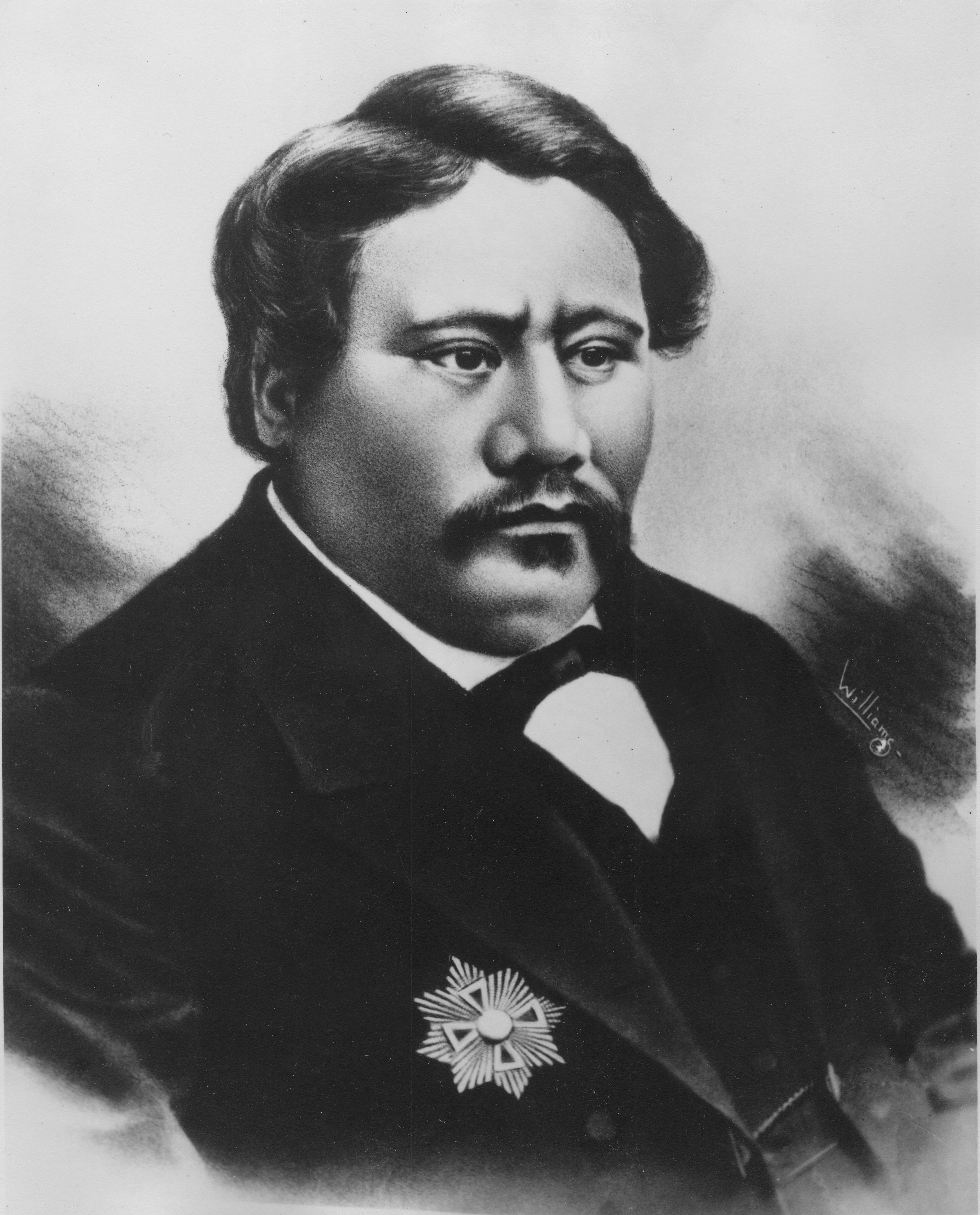
Kamehameha V

Kamehameha Ier parvient à unifier l'archipel en un royaume d'Hawaï qu'il dirige de 1810 à 1819. Il impose aux Américains l'idée d'escale hawaïenne sur la traversée du Pacifique, entre la côte occidentale des États-Unis et la côte orientale de la Chine. Il suggère au commandant T. T. Tucker du Cherub de le fournir en navire(s), bien que possédant déjà une quantité d'embarcations. L'explorateur germano-balte Otto von Kotzebue, lors de l'expédition qu'il dirige en 1815-1818, de passage sur le brick Riourik, à la recherche du passage du Nord-Ouest (puis dans son voyage de 1823-1826), observe les « progrès » hawaiiens dans de nombreux domaines, dont la flotte.
La dynastie Kamehamena (1810-1872) se compose de :
- Kamehameha Ier (1736-1819), roi d'Hawaï (1758-1819), unificateur de l'archipel d'Hawaï,
- Kamehameha II (1797-1824), fils aîné du précédent, roi de 1819 à 1824,
- Kamehameha III (1813-1854), frère cadet du précédent, roi de 1824 à 1854,
- Kamehameha IV (1834-1863), né Alexander Liholiho, neveu du précédent, roi de 1854 à 1863,
- Kamehameha V (1830-1872), né Lot Kapuāiwa, petit-fils de Kamehameha Ier et dernier roi (1863-1872) de la maison de Kamehameha.

En 1819, à l'avènement de Kamehameha II, lors d'une grande cérémonie, le grand prêtre est chargé de briser les idoles, d'incendier le temple, sans réaction de la population respectueuse des fonctions royales. Selon Aimé Césaire (1913-2008), c'est « l'exemple le plus simple et le plus complet que l'on connaisse d'une subversion culturelle préparatrice de l'asservissement » (cité par Philippe Zawieja, Dictionnaire de la fatigue, 2016, p. 293). Est aussi abolie l'interdiction (le tabou) pour hommes et femmes de manger ensemble, ce qui contribue à saper un autre pan important de la religion traditionnelle.
En 1820, entrent en action les missionnaires évangéliques, puis les catholiques en 1827, puis les mormons et les méthodistes, enfin les anglicans en 1862. De 1850 à 1900, les religions orientales s'implantent : confucianisme, taoïsme, bouddhisme, shintoïsme, etc. À partir de 1868, le mouvement kaoni[Quoi ?] tente un syncrétisme entre religion traditionnelle et christianisme.
La Constitution du royaume d'Hawaï de 1840 (en) se revendique d'inspiration chrétienne.
Père Damien (1840-1889) et Marianne Cope (1838-1918) sont deux missionnaires chrétiens catholiques canonisés pour leur travail à la léproserie de Molokai.
Durant cette période, divers événements se produisent, impliquant la France :
- Affaire Laplace (1839, l'incident français),
- Invasion française d'Honolulu (1846, Affaire Tromelin).

Les trois successeurs sont :
- Lunalilo (1835-1874), cousin du précédent, élu par référendum, roi de 1873 à 1874,
- Kalākaua (1838-1891), roi de 1874 à 1891, le monarque joyeux,
- Lydia Liliʻuokalani (1838-1917), reine de 1891 à 1893.

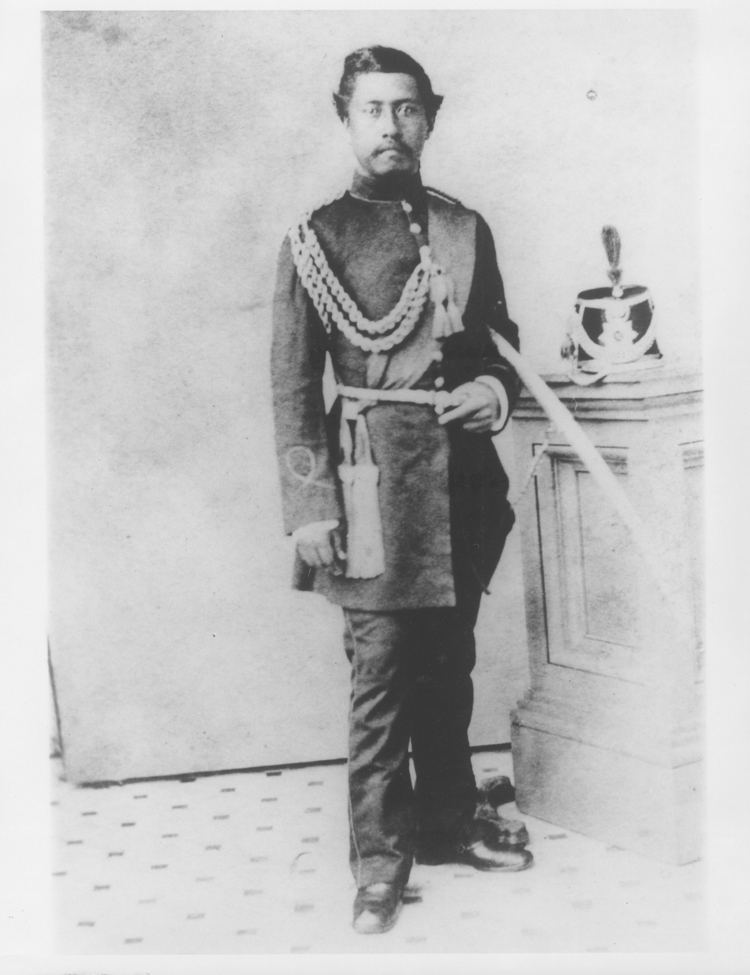
Lunalilo
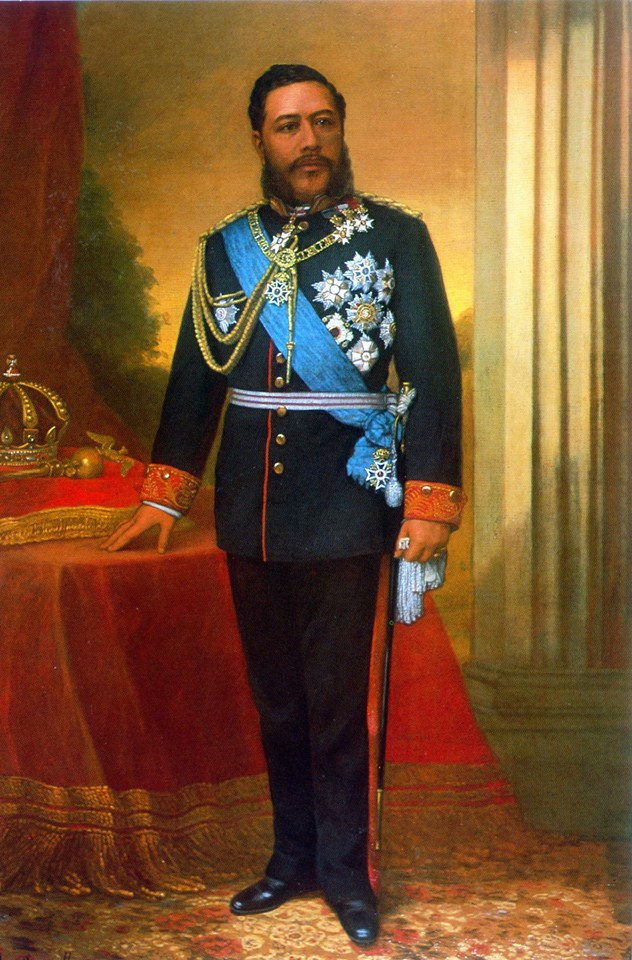
Kalakaua, painting by William Cogswell, Iolani Palace.jpg
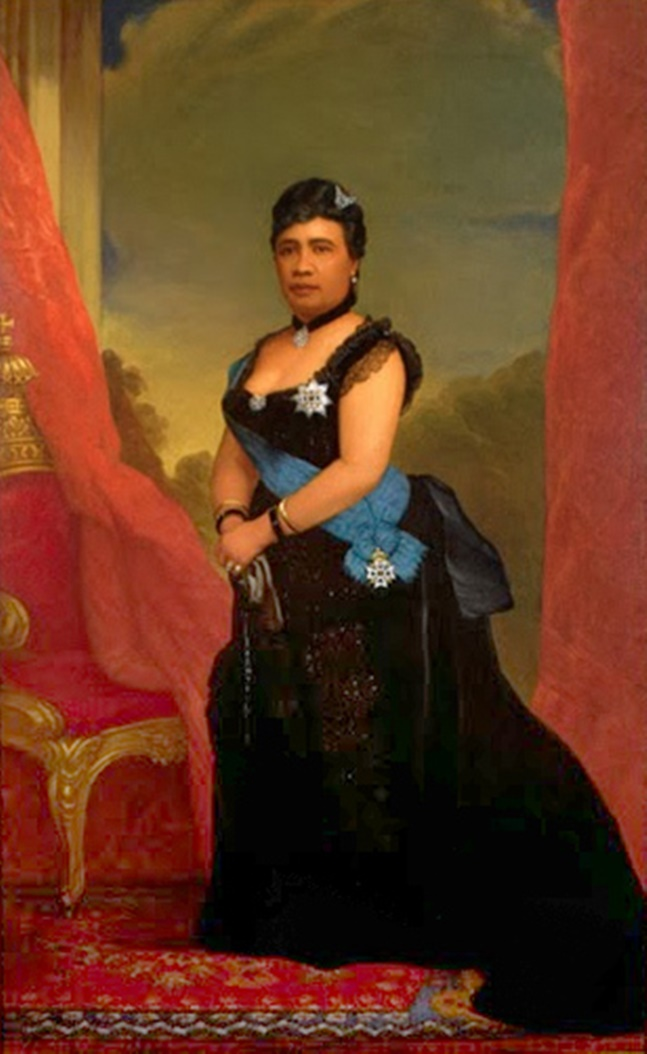
Liliʻuokalani

La Constitution de 1887 du royaume de Hawaii (en) (ou constitution bayonnette) s'accompagne de : 
- Rébellions hawaiiennes de 1887-1895 (en).
- Renversement du royaume d'Hawaï le 17 janvier 1893,
- Bataille de la lèpre (en) en juillet 1893 (contre la relocalisation forcée de la léproserie de Kalawao (île de Molokai),
- Projet de constitution du royaume d'Hawaï de 1893 (en),
- Gouvernement provisoire d'Hawaï (1893-1894)
- Semaine Noire à Hawaii (en) (1893-1894),
- Rébellion de Wilcox en janvier 1895 (en),
- République d'Hawaï (1894-1896)

## 1897: Territoire américain
William McKinley (1843-1901), 25e président des États-Unis (1897-1901) annexe de fait l'archipel.
La république d'Hawaï devient officiellement territoire. En 1959, le territoire d'Hawaï (1900-1959) est admis 50e État des États-Unis.
- Attaque de Pearl Harbor le 7 décembre 1941
- Révolution démocratique d'Hawaï de 1954 (en) (1946-1958)

## Renaissance culturelle d'Hawaï
- Renaissance d'Hawaï (en) (années 1960-1980)